# Prométheusz-szobor (Paul Manship)
A Prométheusz-szobor 1934-ben készült aranyozott, öntött bronzszobor, Paul Manship amerikai szobrász alkotása, mely a New York-i Rockefeller Center központi terén, a Lower Plaza felett található Manhattanben. Az art déco szobor a görög mitológiai alakot, Prométheusz titánt ábrázolja, aki a tüzet adta az emberiségnek és akit ezért a görög Napisten, Zeusz sziklához láncoltatott, ahol mindennap egy óriás sas marcangolta Prométheusz máját, ami másnapra mindig újranőtt.

## Leírás
Az art déco jelentős képviselője, Paul Manship által megformált fekvő alak egy 18,3 x 4,9 m-es szökőkút felett magaslik, szürke, téglalap alakú gránitfal előtt a Rockefeller Center közepén. Prométeusz egy, az eget jelképező gyűrűn keresztül zuhan a föld (a hegy) és a tenger (a medence) felé. A gyűrűbe az állatöv jegyei vannak beleírva, amelyek a gyűrű belsejében találhatók.
Az alkotás hátulsó gránitfala feliratán – egy parafrázis Aiszkhülosztól – ez áll: "Prométheusz, minden mesterség tanítója, elhozta a tüzet, mely a halandók számára a hatalmas célok elérésének eszközeként szolgált."
A Prométheusz-szobor a Rockefeller Center fő, és a komplexum egyik legismertebb műalkotása. A Rockefeller Center szezonális karácsonyfáját minden télen a szobor fölött állítják fel, előtte korcsolyapálya van. Az év többi részében a szobor a tér szabadtéri éttermének fő esztétikai vonzereje.
A queens-i Roman Bronze Works által öntött szobor 5,5 m magas és 8 tonna súlyú.

### Kapcsolódó műalkotások
A Prométheusz-szobor mellett Paul Manshipnek két másik szobra is állt egykor, a Youth és a Maiden ("Emberi figurák"), a gránitfal két szélén, ahol jelenleg növények vannak. 1939-ben a Rockefeller Center egyik épületéhez, a Palazzo d'Italiához helyezték át ezeket, mivel Paul Manship úgy gondolta, hogy vizuálisan ide nem passzoltak, és egészen 1984-ig ott álltak. Az eredetileg aranyozott szobrok restauráláskor barna patinát kaptak. 2001-ben újra átköltöztették a két szobrot, ekkor a korcsolyapálya feletti lépcsőkre, mintha "Prométheuszt hirdetnék ".
Négy Prométheusz-változat létezik: egy a Smithsonian Intézet Amerikai Művészeti Múzeumában, egy a Minnesotai Szépművészeti Múzeumban, kettő pedig magángyűjteményekben található. A jakartai Grand Indonesia Shopping Townban létezett egy teljes méretű másolat, de 2019 óta eltávolították.

## Galéria

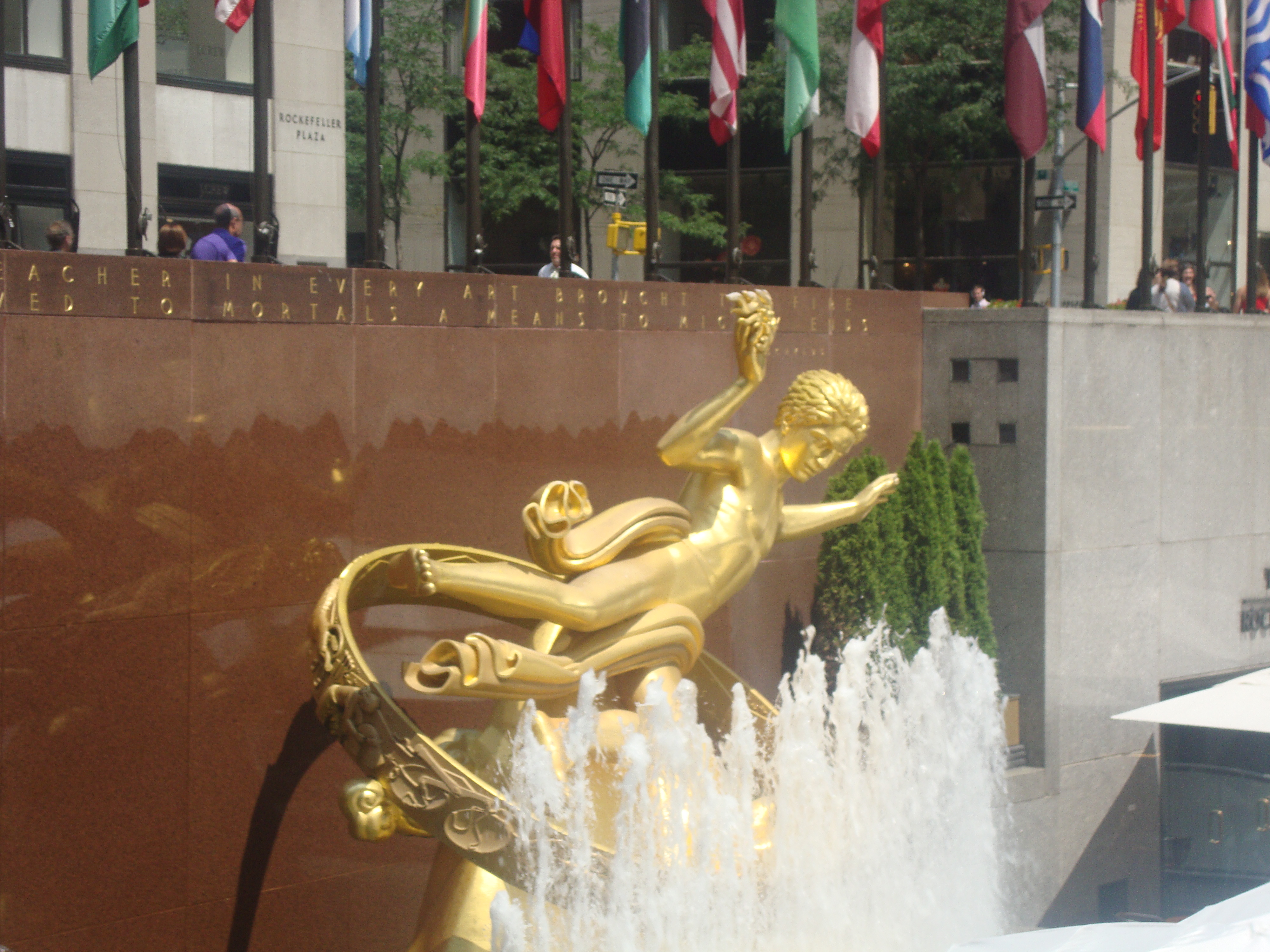
A Prométheusz-szobor és a szökőkút
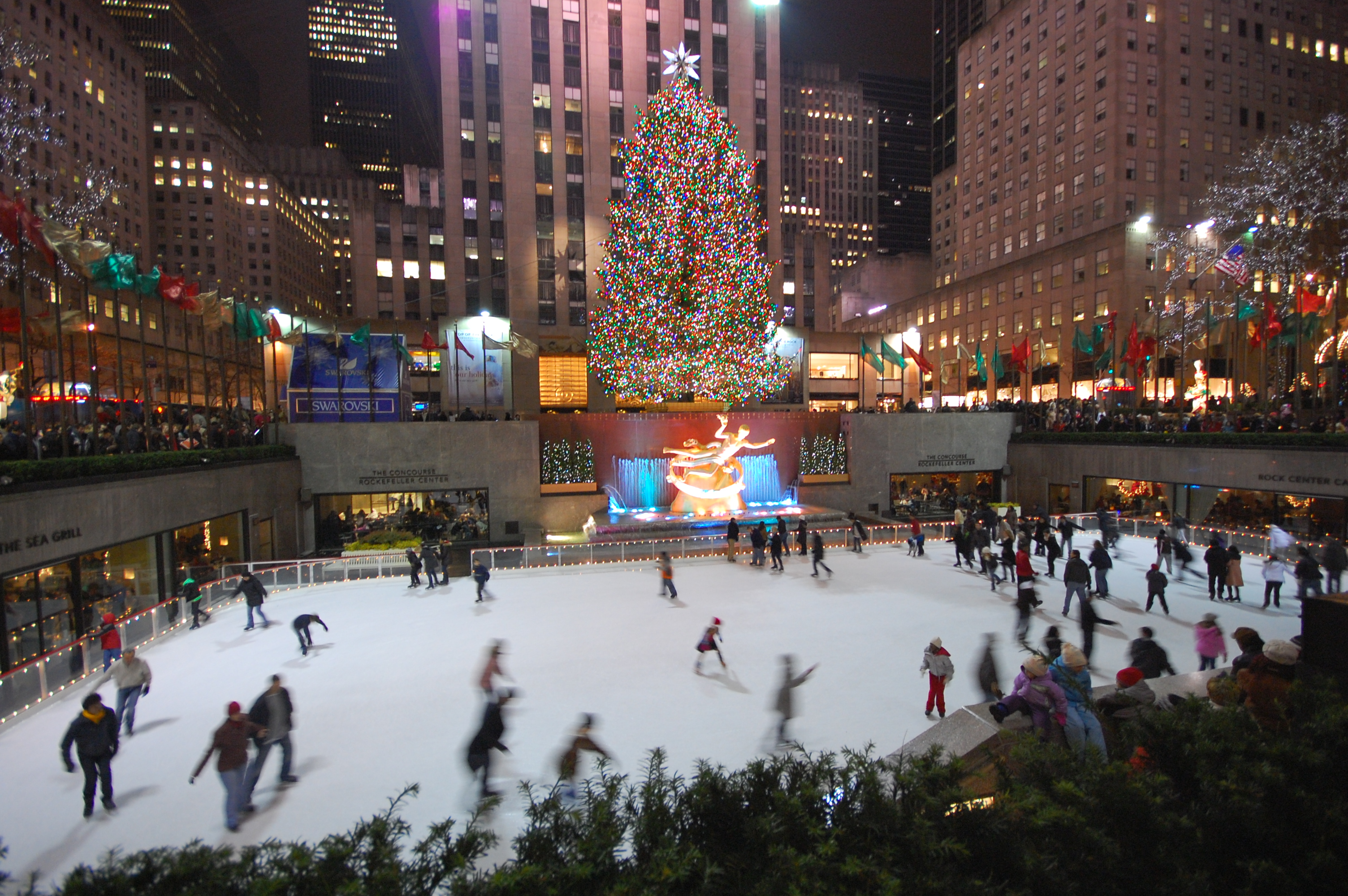
A Prométheusz-szobor a Rockefeller Center karácsonyfája alatt, előtte a korcsolyapálya
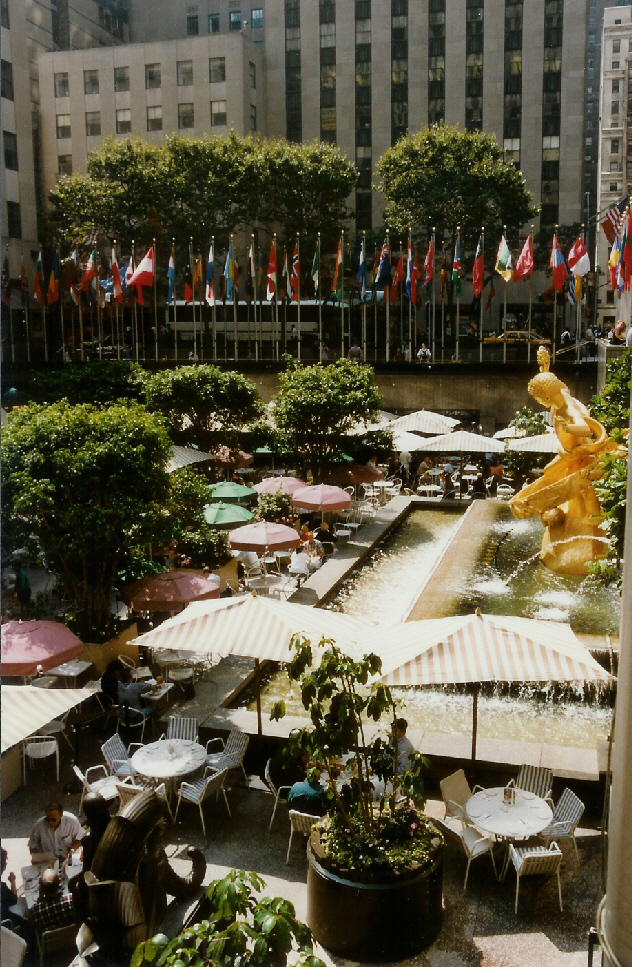
A Prométheusz-szobor és a Lower Plaza nyáron
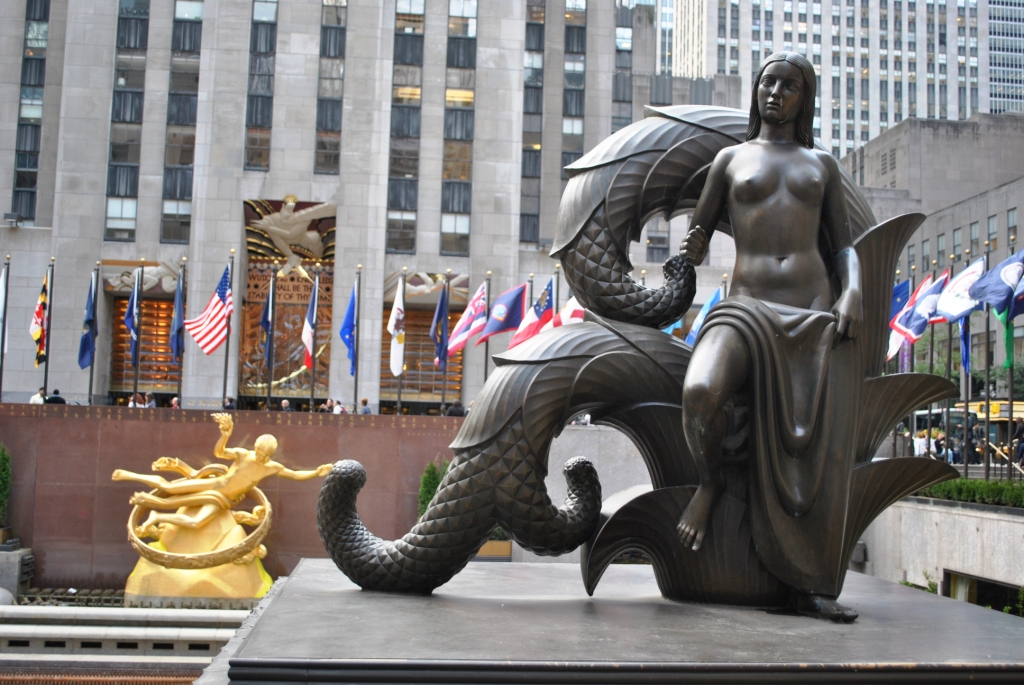
A visszahelyezett Maiden szobor